# ستيوارت بيرد
ستيوارت بيرد (بالإنجليزية: Stuart Baird)‏ هو منتج أفلام ومونتير ومخرج بريطاني، ولد في 30 نوفمبر 1947 في إنجلترا في المملكة المتحدة.

## وصلات خارجية
- ستيوارت بيرد على موقع IMDb (الإنجليزية)
- ستيوارت بيرد على موقع ألو سيني (الفرنسية)
- ستيوارت بيرد على موقع تيرنر كلاسيك موفيز (الإنجليزية)
- ستيوارت بيرد على موقع أول موفي (الإنجليزية)
- ستيوارت بيرد على موقع قاعدة بيانات الأفلام السويدية (السويدية)
- ستيوارت بيرد على موقع قاعدة بيانات الفيلم (الإنجليزية)
- ستيوارت بيرد على موقع كينوبويسك (الروسية)